# Круча (заповідне урочище)
Кру́ча — заповідне урочище в Україні. Розташоване в межах Хорольського району Полтавської області, на північний схід від села Березняки. 
Площа 76 га. Статус присвоєно згідно з рішенням облради від 20.12.1993 року. Перебуває у віданні ДП «Лубенський лісгосп» (Хорольське л-во, кв. 28). 
Статус присвоєно для збереження природного комплексу на лівобережній заплаві річки Сула. Переважають луки і заболочені ділянки колишніх стариць Сули, є кілька заплавних озер. На підвищених ділянках — кілька розріджених перелісків (осока, вільха).